# Dumarkunda
Dumarkunda là một thị trấn thống kê (census town) của quận Dhanbad thuộc bang Jharkhand, Ấn Độ.

## Nhân khẩu
Theo điều tra dân số năm 2001 của Ấn Độ, Dumarkunda có dân số 10.980 người. Phái nam chiếm 53% tổng số dân và phái nữ chiếm 47%. Dumarkunda có tỷ lệ 52% biết đọc biết viết, thấp hơn tỷ lệ trung bình toàn quốc là 59,5%: tỷ lệ cho phái nam là 63%, và tỷ lệ cho phái nữ là 39%. Tại Dumarkunda, 15% dân số nhỏ hơn 6 tuổi.